# Irgendwie, irgendwo, irgendwann
"Irgendwie, irgendwo, irgendwann" is een nummer van de Duitse band Nena. Het nummer verscheen op hun album Feuer und Flamme uit 1985. Op 10 september 1984 werd het nummer in een groot deel van Europa uitgebracht als de eerste single van het album. Op 5 oktober dat jaar werd het nummer in het Verenigd Koninkrijk en Ierland op single uitgebracht.
In oktober 2002 verscheen het nummer op het album Nena feat. Nena van de zangeres Nena, in duet met de Britse zangeres Kim Wilde onder de titel "Anyplace, Anywhere, Anytime". Deze versie werd op 18 mei 2003 uitgebracht op single.

## Achtergrond
"Irgendwie, irgendwo, irgendwann" is geschreven door bandleden Jörn-Uwe Fahrenkrog-Petersen en Carlo Karges en is een liefdeslied. Hoewel ze de tekst niet zelf schreef, suggereerde Nena dat het refrein ("Geef me je hand, ik bouw een zandkasteel voor je, hoe dan ook, ergens, ooit") gaat over het bouwen van zandkastelen op de Potsdamer Platz tijdens de Koude Oorlog.
"Irgendwie, irgendwo, irgendwann" bereikte in thuisland Duitsland de 3e positie. In de andere Duitstalige landen, Zwitserland en Oostenrijk, kwam de plaat respectievelijk op de 2e en 7e positie terecht. 
In Nederland werd de plaat in het najaar van 1984 veel gedraaid op Hilversum 3 en werd een radiohit in de destijds drie landelijke hitlijsten op de nationale publieke popzender. De plaat bereikte de 10e positie in de  Nederlandse Top 40, de 13e positie in de Nationale Hitparade en de 11e positie in de TROS Top 50. In de Europese hitlijst op Hilversum 3, de TROS Europarade, werd de 7e positie behaald.
In België bereikte de plaat de 29e positie in de voorloper van de Vlaamse Ultratop 50 en de 30e positie in de Vlaamse Radio 2 Top 30. In Wallonië werd géén notering behaald.
In 1985 verscheen al een volledig Engelstalige versie van "Irgendwie, irgendwo, irgendwann" op het album It's All in the Game, de Engelstalige versie van Feuer und Flamme, onder de titel "Anyplace, Anywhere, Anytime" maar deze versie kwam nooit uit als single. 
In 2002 vierde Nena, inmiddels solozangeres, haar twintigjarig jubileum als artiest met het album Nena feat. Nena, waarop zij met de Britse zangeres Kim Wilde een nieuwe versie van het nummer opnam. In deze versie zingt Nena grotendeels in het Duits, terwijl Wilde de Engelse tekst zingt. Deze versie werd een grote hit in een aantal Europese landen, maar werd niet uitgebracht in het Verenigd Koninkrijk. In Nederland behaalde deze versie de nummer 2-positie in zowel de Nederlandse Top 40 op destijds Radio 538 als de publieke hitlijst; de  Mega Top 50 op 3FM.
In België bereikte deze versie de 2e positie in beide Vlaamse hitlijsten. In Wallonië bleef de single steken in de Waalse "Ultratip".
In de Duitstalige landen werd "Irgendwie, irgendwo, irgendwann" in 1999 nogmaals een hit in de versie van Jan Delay in samenwerking met Denyo en Absolute Beginner, waarbij een rap is toegevoegd. In Duitsland en Oostenrijk kwam deze versie tot de tweede plaats, terwijl het in Zwitserland de vijfde positie bereikte. Andere covers zijn gemaakt door onder anderen Herbert Grönemeyer, Guildo Horn, Max Raabe, De Smurfen en Otto Waalkes.

## Hitnoteringen

### Irgendwie, irgendwo, irgendwann

#### Nederlandse Top 40
| Hitnotering: 27-10-1984 t/m 22-12-1984 | Hitnotering: 27-10-1984 t/m 22-12-1984 | Hitnotering: 27-10-1984 t/m 22-12-1984 | Hitnotering: 27-10-1984 t/m 22-12-1984 | Hitnotering: 27-10-1984 t/m 22-12-1984 | Hitnotering: 27-10-1984 t/m 22-12-1984 | Hitnotering: 27-10-1984 t/m 22-12-1984 | Hitnotering: 27-10-1984 t/m 22-12-1984 | Hitnotering: 27-10-1984 t/m 22-12-1984 | Hitnotering: 27-10-1984 t/m 22-12-1984 | Hitnotering: 27-10-1984 t/m 22-12-1984 |
| Week                                   | 1                                      | 2                                      | 3                                      | 4                                      | 5                                      | 6                                      | 7                                      | 8                                      | 9                                      |                                        |
| -------------------------------------- | -------------------------------------- | -------------------------------------- | -------------------------------------- | -------------------------------------- | -------------------------------------- | -------------------------------------- | -------------------------------------- | -------------------------------------- | -------------------------------------- | -------------------------------------- |
| Nummer                                 | 32                                     | 21                                     | 15                                     | 13                                     | 10                                     | 10                                     | 14                                     | 21                                     | 36                                     | uit                                    |

#### Nationale Hitparade
| Hitnotering: 20-10-1984 t/m 15-12-1984 | Hitnotering: 20-10-1984 t/m 15-12-1984 | Hitnotering: 20-10-1984 t/m 15-12-1984 | Hitnotering: 20-10-1984 t/m 15-12-1984 | Hitnotering: 20-10-1984 t/m 15-12-1984 | Hitnotering: 20-10-1984 t/m 15-12-1984 | Hitnotering: 20-10-1984 t/m 15-12-1984 | Hitnotering: 20-10-1984 t/m 15-12-1984 | Hitnotering: 20-10-1984 t/m 15-12-1984 | Hitnotering: 20-10-1984 t/m 15-12-1984 | Hitnotering: 20-10-1984 t/m 15-12-1984 |
| Week                                   | 1                                      | 2                                      | 3                                      | 4                                      | 5                                      | 6                                      | 7                                      | 8                                      | 9                                      |                                        |
| -------------------------------------- | -------------------------------------- | -------------------------------------- | -------------------------------------- | -------------------------------------- | -------------------------------------- | -------------------------------------- | -------------------------------------- | -------------------------------------- | -------------------------------------- | -------------------------------------- |
| Nummer                                 | 34                                     | 20                                     | 15                                     | 13                                     | 15                                     | 17                                     | 25                                     | 31                                     | 38                                     | uit                                    |

#### TROS Top 50
Hitnotering: 25-10-1984 t/m 13-12-1984. Hoogste notering: #11 (1 week).

#### TROS Europarade
Hitnotering: 05-11-1984 t/m 10-22-1984. Hoogste notering: #7 (2 weken).

### Anyplace, Anywhere, Anytime

#### Nederlandse Top 40
| Hitnotering: 13-09-2003 t/m 17-01-2004 | Hitnotering: 13-09-2003 t/m 17-01-2004 | Hitnotering: 13-09-2003 t/m 17-01-2004 | Hitnotering: 13-09-2003 t/m 17-01-2004 | Hitnotering: 13-09-2003 t/m 17-01-2004 | Hitnotering: 13-09-2003 t/m 17-01-2004 | Hitnotering: 13-09-2003 t/m 17-01-2004 | Hitnotering: 13-09-2003 t/m 17-01-2004 | Hitnotering: 13-09-2003 t/m 17-01-2004 | Hitnotering: 13-09-2003 t/m 17-01-2004 | Hitnotering: 13-09-2003 t/m 17-01-2004 | Hitnotering: 13-09-2003 t/m 17-01-2004 | Hitnotering: 13-09-2003 t/m 17-01-2004 | Hitnotering: 13-09-2003 t/m 17-01-2004 | Hitnotering: 13-09-2003 t/m 17-01-2004 | Hitnotering: 13-09-2003 t/m 17-01-2004 | Hitnotering: 13-09-2003 t/m 17-01-2004 | Hitnotering: 13-09-2003 t/m 17-01-2004 | Hitnotering: 13-09-2003 t/m 17-01-2004 | Hitnotering: 13-09-2003 t/m 17-01-2004 | Hitnotering: 13-09-2003 t/m 17-01-2004 |
| Week                                   | 1                                      | 2                                      | 3                                      | 4                                      | 5                                      | 6                                      | 7                                      | 8                                      | 9                                      | 10                                     | 11                                     | 12                                     | 13                                     | 14                                     | 15                                     | 16                                     | 17                                     | 18                                     | 19                                     |                                        |
| -------------------------------------- | -------------------------------------- | -------------------------------------- | -------------------------------------- | -------------------------------------- | -------------------------------------- | -------------------------------------- | -------------------------------------- | -------------------------------------- | -------------------------------------- | -------------------------------------- | -------------------------------------- | -------------------------------------- | -------------------------------------- | -------------------------------------- | -------------------------------------- | -------------------------------------- | -------------------------------------- | -------------------------------------- | -------------------------------------- | -------------------------------------- |
| Nummer                                 | 27                                     | 7                                      | 4                                      | 3                                      | 1                                      | 1                                      | 1                                      | 1                                      | 1                                      | 2                                      | 3                                      | 7                                      | 8                                      | 11                                     | 20                                     | 21                                     | 29                                     | 29                                     | 31                                     | uit                                    |

#### Mega Top 50
| Hitnotering: 16-08-2003 t/m 28-02-2004 | Hitnotering: 16-08-2003 t/m 28-02-2004 | Hitnotering: 16-08-2003 t/m 28-02-2004 | Hitnotering: 16-08-2003 t/m 28-02-2004 | Hitnotering: 16-08-2003 t/m 28-02-2004 | Hitnotering: 16-08-2003 t/m 28-02-2004 | Hitnotering: 16-08-2003 t/m 28-02-2004 | Hitnotering: 16-08-2003 t/m 28-02-2004 | Hitnotering: 16-08-2003 t/m 28-02-2004 | Hitnotering: 16-08-2003 t/m 28-02-2004 | Hitnotering: 16-08-2003 t/m 28-02-2004 | Hitnotering: 16-08-2003 t/m 28-02-2004 | Hitnotering: 16-08-2003 t/m 28-02-2004 | Hitnotering: 16-08-2003 t/m 28-02-2004 | Hitnotering: 16-08-2003 t/m 28-02-2004 | Hitnotering: 16-08-2003 t/m 28-02-2004 |
| Week                                   | 1                                      | 2                                      | 3                                      | 4                                      | 5                                      | 6                                      | 7                                      | 8                                      | 9                                      | 10                                     | 11                                     | 12                                     | 13                                     | 14                                     | 15                                     |
| -------------------------------------- | -------------------------------------- | -------------------------------------- | -------------------------------------- | -------------------------------------- | -------------------------------------- | -------------------------------------- | -------------------------------------- | -------------------------------------- | -------------------------------------- | -------------------------------------- | -------------------------------------- | -------------------------------------- | -------------------------------------- | -------------------------------------- | -------------------------------------- |
| Nummer                                 | 52                                     | 47                                     | 36                                     | 19                                     | 15                                     | 8                                      | 5                                      | 2                                      | 2                                      | 1                                      | 1                                      | 1                                      | 1                                      | 2                                      | 2                                      |
| Week                                   | 16                                     | 17                                     | 18                                     | 19                                     | 20                                     | 21                                     | 22                                     | 23                                     | 24                                     | 25                                     | 26                                     | 27                                     | 28                                     | 29                                     |                                        |
| Nummer                                 | 3                                      | 5                                      | 8                                      | 12                                     | 19                                     | 20                                     | 21                                     | 31                                     | 45                                     | 51                                     | 65                                     | 57                                     | 69                                     | 76                                     | uit                                    |

#### NPO Radio 2 Top 2000
| Nummer met noteringen in de NPO Radio 2 Top 2000 | '05 | '06 | '07 | '08 | '09 | '10 | '11 | '12 | '13 | '14 | '15 | '16 | '17 | '18 | '19 | '20 | '21 | '22 | '23 | '24 |
| ------------------------------------------------ | --- | --- | --- | --- | --- | --- | --- | --- | --- | --- | --- | --- | --- | --- | --- | --- | --- | --- | --- | --- |
| Anyplace, Anywhere, Anytime (Nena & Kim Wilde)   | 856 | 380 | 811 | 868 | 753 | 736 | 795 | 664 | 699 | 779 | 881 | 999 | 969 | 838 | 914 | 900 | 894 | 985 | 918 | 950 |

1. ↑  Een vetgedrukt getal geeft de hoogste notering aan.
2. ↑  2005 was het eerste jaar met een notering voor dit nummer.